# 堀真一郎
堀 真一郎（ほり しんいちろう、1943年 - ）は、日本の教育学者、教育実践家。学校法人きのくに子どもの村学園理事長。元大阪市立大学教授。
福井県生まれ。京都大学教育学部卒、同大学院単位取得退学。A・S・ニイルを日本に紹介した霜田静志に私淑、自らもニールの著作の翻訳者、「ニイル研究会」を設立、その代表を務める。大学の教授職を辞めて、ニールのサマーヒル・スクールを範とした新しい学校を目指して、1992年4月、和歌山県橋本市に、きのくに子どもの村小学校を開校。

## 主な著作
- 『ニイルと自由な子どもたち サマーヒルの理論と実際』黎明書房、1999年
- 『自由学校の子どもたち きのくに子ども村のおもしろい人々』黎明書房、1998年
- 『自由学校の設計 きのくに子どもの村の生活と学習』黎明書房、1997年
- 『きのくに子どもの村 私たちの小学校づくり』ブロンズ新社、1994年
- アレグザンダー・サザランド・ニール/堀真一郎訳『新訳ニイル選集』①〜⑤、黎明書房、1995年